# Juvinas
Cet article concerne la commune française. Pour la météorite, voir Météorite de Juvinas.

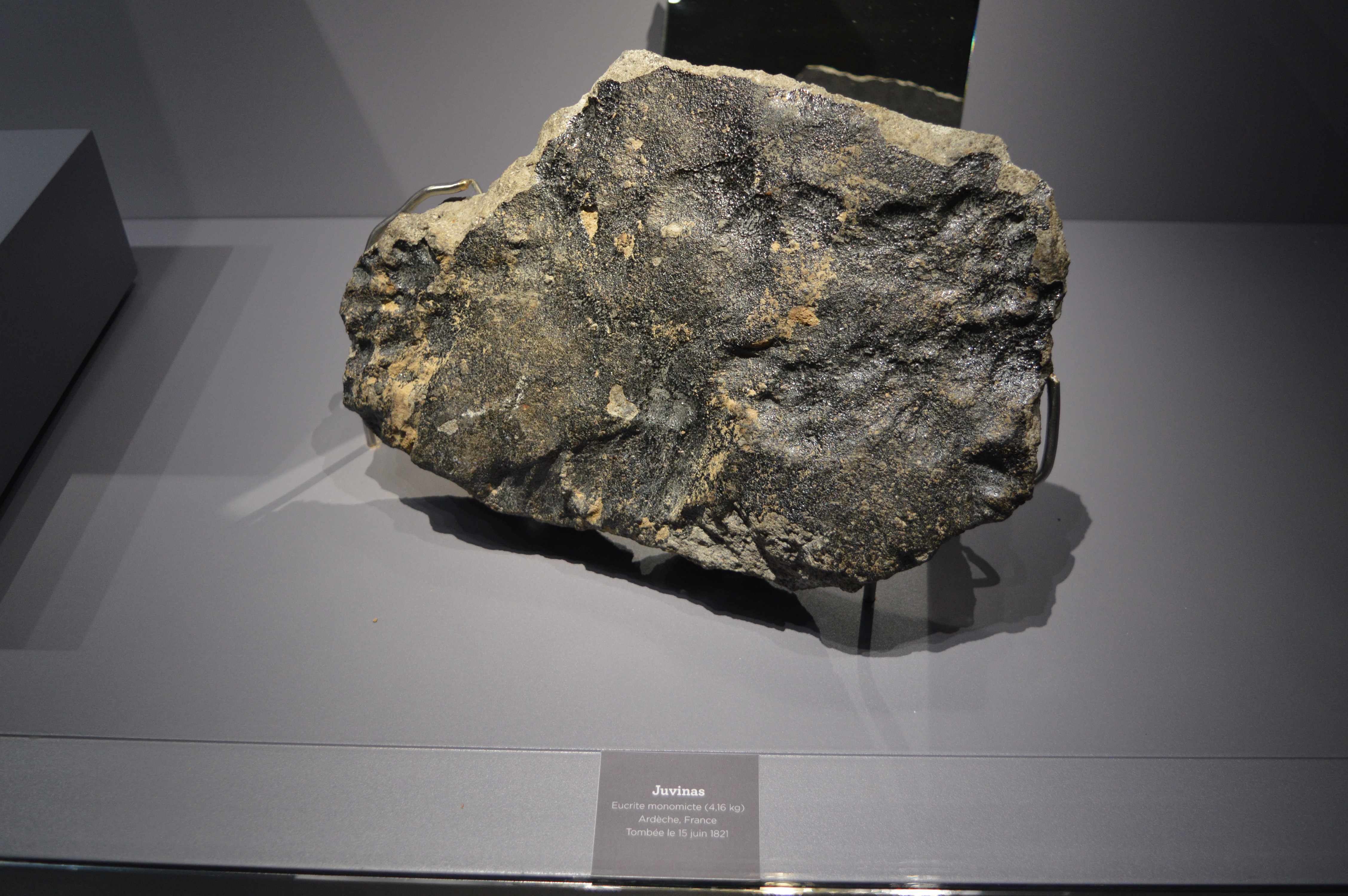
La Météorite de Juvinas à la Galerie de Minéralogie et de Géologie au Muséum national d'histoire naturelle.

Juvinas est une commune française, située dans le département de l'Ardèche en région Auvergne-Rhône-Alpes.

## Géographie

### Situation et description
La commune de Juvinas est une petite commune de moyenne montagne située sur la rive droite de la vallée de la Bésorgues. D'aspect essentiellement rural, elle est composée de neuf hameaux.

### Climat
Pour des articles plus généraux, voir Climat d'Auvergne-Rhône-Alpes et Climat de l'Ardèche.
En 2010, le climat de la commune est de type climat méditerranéen franc, selon une étude du CNRS s'appuyant sur une série de données couvrant la période 1971-2000. En 2020, Météo-France publie une typologie des climats de la France métropolitaine dans laquelle la commune est exposée à un climat de montagne ou de marges de montagne et est dans la région climatique Sud-est du Massif Central, caractérisée par une pluviométrie annuelle de 1 000 à 1 500 mm, minimale en été, maximale en automne.
Pour la période 1971-2000, la température annuelle moyenne est de 10,1 °C, avec une amplitude thermique annuelle de 16,9 °C. Le cumul annuel moyen de précipitations est de 1 606 mm, avec 9 jours de précipitations en janvier et 5,5 jours en juillet. Pour la période 1991-2020, la température moyenne annuelle observée sur la station météorologique de Météo-France la plus proche, « Antraigues Sa », sur la commune de Vallées d'Antraigues - Asperjoc à 4 km à vol d'oiseau, est de 12,5 °C et le cumul annuel moyen de précipitations est de 1 556,3 mm,. Pour l'avenir, les paramètres climatiques de la commune estimés pour 2050 selon différents scénarios d'émission de gaz à effet de serre sont consultables sur un site dédié publié par Météo-France en novembre 2022.

### Hydrographie
La partie orientale du territoire communal est longé par la Bézorgues, un affluent droit de la Volane.

### Voies de communication
Le territoire communal est principalement traversé par la route départementale 343 (RD343).

## Urbanisme

### Typologie
Au 1er janvier 2024, Juvinas est catégorisée commune rurale à habitat très dispersé, selon la nouvelle grille communale de densité à 7 niveaux définie par l'Insee en 2022.
Elle est située hors unité urbaine. Par ailleurs la commune fait partie de l'aire d'attraction d'Aubenas, dont elle est une commune de la couronne,. Cette aire, qui regroupe 68 communes, est catégorisée dans les aires de 50 000 à moins de 200 000 habitants,.

### Occupation des sols
L'occupation des sols de la commune, telle qu'elle ressort de la base de données européenne d’occupation biophysique des sols Corine Land Cover (CLC), est marquée par l'importance des forêts et milieux semi-naturels (100 % en 2018), une proportion identique à celle de 1990 (100 %). La répartition détaillée en 2018 est la suivante : 
forêts (58,1 %), milieux à végétation arbustive et/ou herbacée (41,9 %).
L'évolution de l’occupation des sols de la commune et de ses infrastructures peut être observée sur les différentes représentations cartographiques du territoire : la carte de Cassini (XVIIIe siècle), la carte d'état-major (1820-1866) et les cartes ou photos aériennes de l'IGN pour la période actuelle (1950 à aujourd'hui).

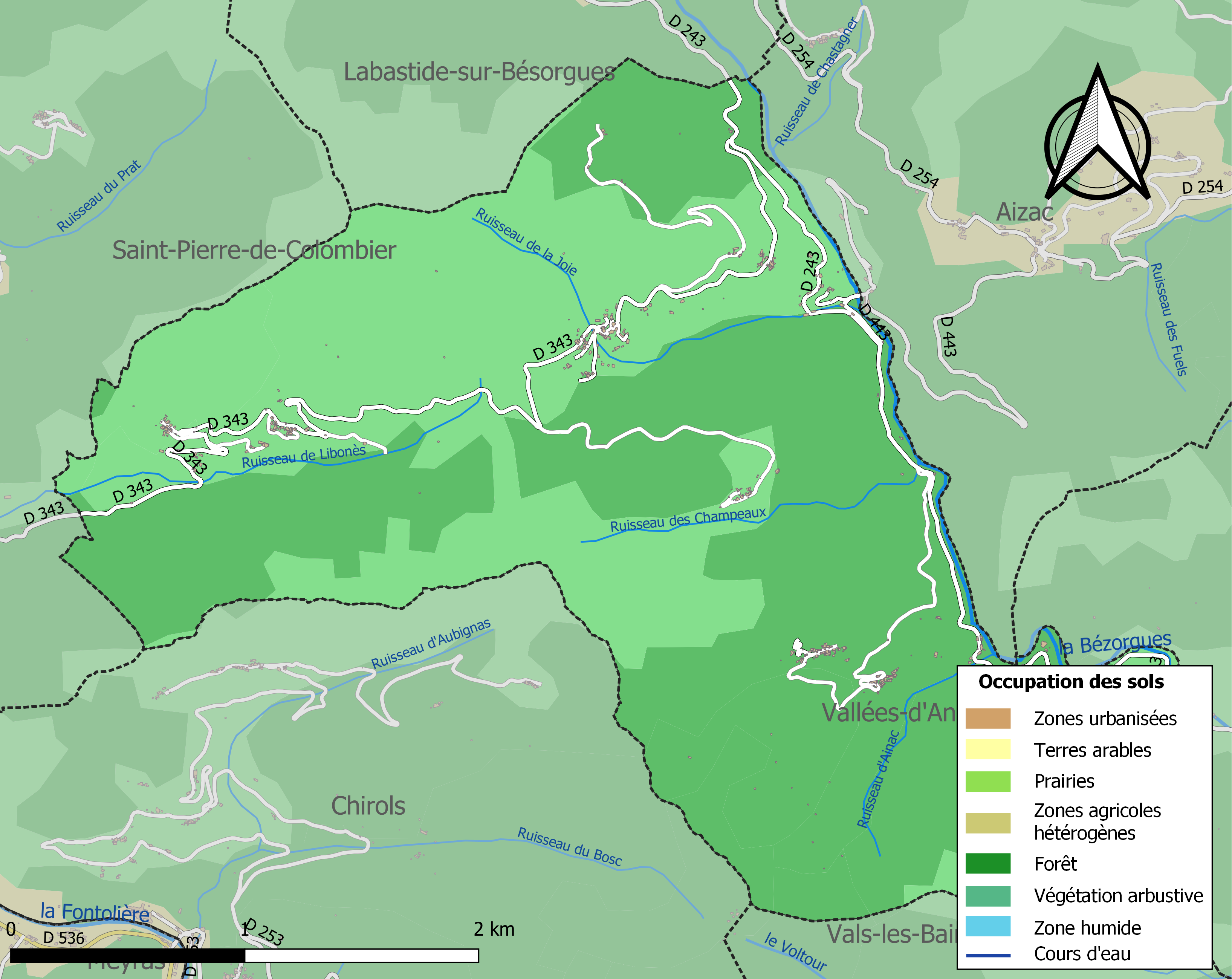
Carte des infrastructures et de l'occupation des sols de la commune en 2018 (CLC).

### Risques naturels

#### Risques sismiques
L'ensemble du territoire de la commune de Juvinas est situé en zone de sismicité no 2 dite faible (sur une échelle de 5), comme la plupart des communes situées sur le plateau et la montagne ardéchoise, mais non loin de limite de la zone de sismicité no 3, dite modérée, située plus à l'est et correspondant la vallée du Rhône.
| Type de zone | Niveau           | Définitions (bâtiment à risque normal) |
| ------------ | ---------------- | -------------------------------------- |
| Zone 2       | Sismicité faible | accélération = 1,1 m/s2                |

## Histoire
En 1790, la paroisse Saint-Vincent de Juvinas  devient commune de Juvinas.
En 1845, la section de Labastide est érigée en commune distincte (loi du 9 juillet 1845) sous le nom de Labastide-de-Juvinas (aujourd'hui Labastide-sur-Bésorgues).
Une météorite est tombée le 15 juin 1821 dans le hameau le Libonès, au lieu-dit le Cros du Libonès. La moitié environ de la masse originale est conservée au Muséum national d'histoire naturelle de Paris. Un fragment de cet « aérolithe de Juvinas » a été offert en 1844 au musée Calvet d'Avignon par le géologue Jules de Malbos. Le reste a été conservé par les familles du voisinage, mais a été pour l'essentiel perdu au fil des générations.
La météorite de Juvinas, simplement dénommée Juvinas, est une achondrite et plus précisément une eucrite. Comme les autres météorites HED, elle provient de l'astéroïde Vesta.
Une salle d'exposition, baptisée salle Vesta, a été aménagée sous la mairie. Inaugurée le 29 mars 2019, date anniversaire de la découverte de l'astéroïde (4) Vesta, elle présente un fragment et une section de la météorite prêtés par le Muséum national d'histoire naturelle.

## Politique et administration

### Liste des maires
| Période                                  | Période                   | Identité           | Étiquette | Qualité     |
| ---------------------------------------- | ------------------------- | ------------------ | --------- | ----------- |
| Les données manquantes sont à compléter. |                           |                    |           |             |
| mars 1989                                | mars 2014                 | Jean-Paul Baratier |           |             |
| mars 2014                                | En cours (au 6 août 2020) | Jean-Claude Court, |           | Agriculteur |

### Intercommunalité
Juvinas fait partie de la Communauté de communes du Bassin d'Aubenas.

## Population et société

### Démographie
L'évolution du nombre d'habitants est connue à travers les recensements de la population effectués dans la commune depuis 1793. Pour les communes de moins de 10 000 habitants, une enquête de recensement portant sur toute la population est réalisée tous les cinq ans, les populations de référence des années intermédiaires étant quant à elles estimées par interpolation ou extrapolation. Pour la commune, le premier recensement exhaustif entrant dans le cadre du nouveau dispositif a été réalisé en 2006.

En 2022, la commune comptait 186 habitants, en évolution de +8,14 % par rapport à 2016 (Ardèche : +2,48 %, France hors Mayotte : +2,11 %).
| 1793  | 1800  | 1806  | 1821 | 1831  | 1836  | 1841  | 1846 | 1851 |
| ----- | ----- | ----- | ---- | ----- | ----- | ----- | ---- | ---- |
| 1 100 | 1 053 | 1 399 | 978  | 1 438 | 1 389 | 1 391 | 652  | 674  |

| 1856 | 1861 | 1866 | 1872 | 1876 | 1881 | 1886 | 1891 | 1896 |
| ---- | ---- | ---- | ---- | ---- | ---- | ---- | ---- | ---- |
| 706  | 637  | 629  | 510  | 584  | 616  | 639  | 627  | 614  |

| 1901 | 1906 | 1911 | 1921 | 1926 | 1931 | 1936 | 1946 | 1954 |
| ---- | ---- | ---- | ---- | ---- | ---- | ---- | ---- | ---- |
| 581  | 554  | 560  | 512  | 415  | 352  | 306  | 280  | 252  |

| 1962 | 1968 | 1975 | 1982 | 1990 | 1999 | 2006 | 2011 | 2016 |
| ---- | ---- | ---- | ---- | ---- | ---- | ---- | ---- | ---- |
| 203  | 181  | 144  | 138  | 153  | 149  | 155  | 172  | 172  |

| 2021 | 2022 | - | - | - | - | - | - | - |
| ---- | ---- | - | - | - | - | - | - | - |
| 180  | 186  | - | - | - | - | - | - | - |

### Enseignement
La commune est rattachée à l'académie de Grenoble.

### Médias
Deux organes de presse écrite sont distribués dans la commune :
- L'Hebdo de l'Ardèche

Il s'agit d'un journal hebdomadaire français basé à Valence et diffusé à Privas depuis 1999. Il couvre l'actualité pour tout le département de l'Ardèche.
- Le Dauphiné libéré

Il s'agit d'un journal quotidien de la presse écrite française régionale distribué dans la plupart des départements de l'ancienne région Rhône-Alpes, notamment l'Ardèche. La commune est située dans la zone d'édition d'Aubenas, de Privas et de la vallée du Rhône.

### Cultes
La communauté catholique et l'église paroissiale (propriété de la commune) de Juvinas sont rattachées à la paroisse Saint Roch en Pays de Vals qui, elle-même, dépend du diocèse de Viviers.

## Culture locale et patrimoine

### Lieux et monuments
- Le chef-lieu du village, implanté à flanc de colline à 650 mètres d'altitude, offre une vue imprenable sur la coupe du volcan d'Aizac, situé sur la rive gauche de la Bésorgues.
- L'église Saint Vincent est située au cœur du chef-lieu, de style roman tardif elle fut agrandie en 1857 pour pouvoir accueillir tous les fidèles de l'époque. Elle porte sur sa façade le monument aux morts en mémoire des enfants de Juvinas morts pour la France.
- La montagne Sainte-Marguerite, culminant à 980 mètres d'altitude, offre un panorama à 360° sur le col de l'Escrinet, les Pré-Alpes, le bassin albenassien ou la chaîne du Tanargue. Son sommet est situé aux confins des communes de Juvinas, Chirols et Vals les Bains, il est accessible notamment par un sentier de randonnée depuis le col de Juvinas (718 mètres d'altitude). Ce sommet abrite la chapelle Sainte-Marguerite où un pèlerinage se déroule tous les ans le premier dimanche de septembre.

### Héraldique
|  | Juvinas possède des armoiries dont l'origine et le blasonnement exact ne sont pas disponibles. |